# Kang Min-hyuk
Đây là một tên người Triều Tiên, họ là Kang.
Kang Min-hyuk (tiếng Hàn: 강민혁; Hanja: 姜敏赫; Hán-Việt: Khương Mẫn Hách, sinh ngày 28 tháng 6 năm 1991) là một nam diễn viên và ca sĩ người Hàn Quốc. Anh là tay trống của nhóm nhạc rock Hàn Quốc CNBLUE, ra mắt vào tháng 1 năm 2010 ở Hàn Quốc. Trước đó, họ ra mắt như nhóm nhạc độc lập vào năm 2009 ở Nhật Bản sau đó họ xuất hiện lần đầu vào tháng 10 năm 2011 ở Nhật Bản.

## Cuộc đời và sự nghiệp

### Sự nghiệp diễn xuất
Năm 2010, Kang Min Hyuk bắt đầu sự nghiệp diễn xuất của mình trong phim tuyển tập "Acoustic" cùng với thành viên trong CNBLUE Lee Jong-hyun. Anh nhận được một số vai khác trong phim truyền hình SBS "It's Okay, Daddy's Girl".
Năm 2011, Min Hyuk được chọn vào phim truyền hình MBC "Heartstrings", một bộ phim tình cảm trẻ trung Hàn Quốc cùng với Jung Yong Hwa của CN Blue.
Năm 2012, anh đóng phim truyền hình KBS "My Husband Got a Family" trong vai Se Kwang, em trai ăn chơi của nhân vật chính.
Năm 2013, Kang Min Hyuk được chọn đóng phim truyền hình SBS "The Heirs" trong vai Yoon Chan Young, học sinh trung học đứng đầu lớp và là bạn trai lý tưởng của nhân vật Lee Bo Na của Krystal Jung.
Năm 2016, anh được mời đóng vai thứ chính trong phim Entertainment với nhân vật Jo Hanul.
Năm 2017, anh thủ vai chính Kwak Huyn bên cạnh nữ diễn viên Ha ji Won trong bộ phim Hospital Ship

## Danh mục phim

### Thực Tế
StrongHeart - 30 tháng 11
Running Man tập 186-201 - 26 tháng 2 năm 2014 (quay phim: 10 tháng 2 năm 2014)
Star King - 15 tháng 3 năm 2014
Choengdamdong 111(2014)
I Live alone(2015)
Weekly idol(30-9-2015)

### Phim
Heartstrings - 29/6/2011
My Husband Got a Family - 25/2/2012
Những Người Thừa Kế - 9/10/2013
Entertainer - 20/4/2016
Hospital Ship - 2017
Người nổi tiếng - 2023

### MC
| Năm  | Chương trình      | Kênh |
| ---- | ----------------- | ---- |
| 2010 | Mnet M! Countdown | Mnet |

### Music Video
| Năm  | Music video  | Độ dài | Album                                                      | Ghi chú               |
| ---- | ------------ | ------ | ---------------------------------------------------------- | --------------------- |
| 2012 | "Magic Girl" | 3:29   | "The First Mini Album" (1st mini album) của Orange Caramel | Nam chính (không hát) |
| 2012 | "Illa Illa"  | 6:13   | "My First June" (1st mini album) của Juniel                | Nam chính (không hát) |

## Danh sách đĩa nhạc

### Đĩa đơn
| Năm  | Tiêu đề                        | Vị trí cao nhất | Album            |
| Năm  | Tiêu đề                        | KOR Gaon        | Album            |
| ---- | ------------------------------ | --------------- | ---------------- |
| 2010 | "High Fly" (với Lee Jong Hyun) | 102             | Acoustic OST     |
| 2011 | 별 ("Star")                    | 66              | Heartstrings OST |

## Giải thưởng và đề cử
| Năm  | Giải thưởng                                | Thể loại                       | Đề cử                   | Kết quả   |
| ---- | ------------------------------------------ | ------------------------------ | ----------------------- | --------- |
| 2012 | 5th Korea Drama Awards                     | Giải diễn viên mới xuất sắc    | My Husband Got a Family | Đề cử     |
| 2012 | 20th Korean Culture & Entertainment Awards | Giải tân binh phim truyền hình | My Husband Got a Family | Đề cử     |
| 2012 | 1st K-Drama Star Awards                    | Giải thưởng ngôi sao mới       | My Husband Got a Family | Đoạt giải |
| 2012 | KBS Drama Awards                           | Giải diễn viên mới xuất sắc    | My Husband Got a Family | Đề cử     |
| 2013 | SBS Drama Awards                           | Giải thưởng ngôi sao mới       | The Heirs               | Đoạt giải |